# West (Rwanda)
De Province de l'Ouest (Nederlands: Westelijke Provincie, Kinyarwanda: Intara y'Iburengerazuba) is een van de vijf provincies van Rwanda en ligt in het westen van dat land. De hoofdstad van de provincie is Kibuye. De provincie werd gecreëerd op 1 januari 2006 toen de provincies Rwanda hervormd werden van twaalf tot vijf
De provincie bestaat uit het grondgebied van de oude provincies Cyangugu, Gisenyi, Kibuye en een klein gedeelte van de voormalige provincie Ruhengeri. Ouest is onderverdeeld in de districten (akarere) Cyangugu, Gasiza, Gisenyi, Kibuye, Nogororero, Nyamasheke, en Rutsiro.
In deze provincie hielden op maandagen gacaca's, speciale volksrechtbanken met betrekking tot de Rwandese genocide, zitting.
Oost · Kigali · Noord · Zuid · West